# Buchholz (Aller)
Buchholz is een gemeente in de Duitse deelstaat Nedersaksen. De gemeente maakt deel uit van de Samtgemeinde Schwarmstedt in het Landkreis Heidekreis.
Buchholz (Aller) telt 2.143 inwoners.
Het dorp Buchholz ligt 3 km ten oosten van de hoofdplaats van de Samtgemeinde, Schwarmstedt, dat ook een treinaansluiting heeft.
Tot de gemeente behoort ook het dorp Marklendorf, dat 2 km ten oosten van Buchholz en aan de overkant (ten oosten) van de A7 ligt.
De dorpen liggen aan de zuidoever van de Aller. Bij Marklendorf ligt een stuw met sluis in deze rivier. Daar is een bescheiden jachthaven aangelegd.

## Infrastructuur, economie
Buchholz ligt nabij afrit 50 Schwarmstedt van de Autobahn A7. Deze autosnelweg kruist er de Bundesstraße 214 Nienburg/Weser - Celle.
Twee km noordwaarts langs de A7 ligt Raststätte Allertal met o.a. een fastfoodrestaurant, een tankstation e.d. 
Voor treinverkeer zie Schwarmstedt. Incidenteel rijden, van maandag t/m vrijdag,  buurtbussen naar Schwarmstedt v.v. 
Bij de stuw in de Aller is een kleine waterkrachtcentrale aanwezig. Langs de A7 bij Marklendorf staat een windpark, bestaande uit drie grote windturbines. Op deze wijze wekt men in de gemeente veel duurzame elektriciteit op.
Buchholz beschikt langs de A7 over een tamelijk groot bedrijventerrein. Daar is een brood- en banketfabriek gevestigd (80 werknemers) alsmede veel midden- en kleinbedrijf van lokaal of ten hoogste regionaal belang.

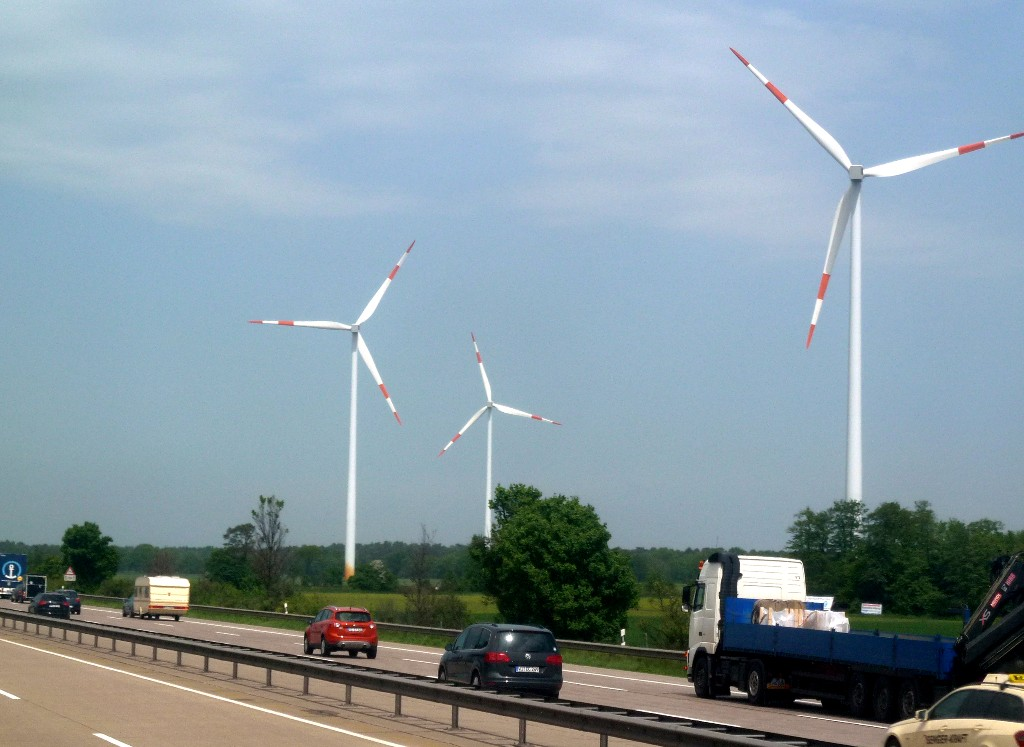
Windturbines aan de A7 bij Buchholz

- Gemeinsame Normdatei: 10048068-8
- MusicBrainz: 7d247024-8902-4661-a6a1-ed135e0a5ebf
- Virtual International Authority File: 136988848

Ahlden · 
Bad Fallingbostel · 
Bispingen · 
Böhme · 
Bomlitz · 
Buchholz · 
Eickeloh · 
Essel · 
Frankenfeld · 
Gilten · 
Grethem · 
Hademstorf · 
Häuslingen · 
Hodenhagen · 
Lindwedel · 
Munster · 
Neuenkirchen · 
Osterheide · 
Rethem (Aller) · 
Schneverdingen · 
Schwarmstedt · 
Soltau · 
Walsrode · 
Wietzendorf